# Augustyn Zhao Rong
Św. Augustyn Zhao Rong (chiń. 趙榮思定) (ur. 1746 w Wuchuan, Kuejczou, w Chinach – zm. 27 stycznia 1815 w Chengdu) – święty Kościoła katolickiego, pierwszy ksiądz pochodzenia chińskiego, który został męczennikiem.

## Życiorys
W młodości prowadził dosyć rozpustny tryb życia. W wieku 20 lat otrzymał pracę strażnika w więzieniu. Gdy w 1772 r. rozpoczęły się w Chinach prześladowania religijne zostało aresztowanych wielu katolików, a Zhao Rong został przydzielony do ich pilnowania. Pomiędzy więźniami był misjonarz ojciec Martinus Moye (znany jako ojciec Mei). Wtedy Zhao Rong poznał naukę katolicką. Po zwolnieniu z więzienia ojca Mei Zhao Rong odwiedzał go i dyskutował o chrześcijaństwie. Zauważywszy jego silną wiarę misjonarz postanowił uczyć go łaciny i objaśniać Pismo Święte. W 1779 r. w prowincji Syczuan była klęska głodu i dodatkowo wybuchła zaraza. Augustyn został tam wysłany do pomocy i ochrzcił wiele dzieci. W związku z tym, że gorliwie nauczał wiary chrześcijańskiej, został powołany do stanu kapłańskiego i wyświęcony na kapłana 10 maja 1781 r. Podczas kolejnych prześladowań w 1815 r. został aresztowany w czasie udzielania sakramentu choremu i uwięziony w Chengdu. Skazany na karę 60 razów kijem bambusowym w kostki i 80 policzków skórzaną podeszwą zmarł po kilku dniach.

## Dzień wspomnienia
9 lipca w grupie 120 męczenników chińskich.

## Proces beatyfikacyjny i kanonizacyjny
Został  beatyfikowany 27 maja 1900 r. przez  papieża Leona XIII. Kanonizowany 1 października 2000 r. przez Jana Pawła II w grupie 120 męczenników chińskich. Ponieważ był pierwszym kapłanem pochodzenia chińskiego, który został męczennikiem, grupa ta nosi również nazwę Augustyn Zhao Rong i 119 Towarzyszy.